# Colecția Bührle din Zürich

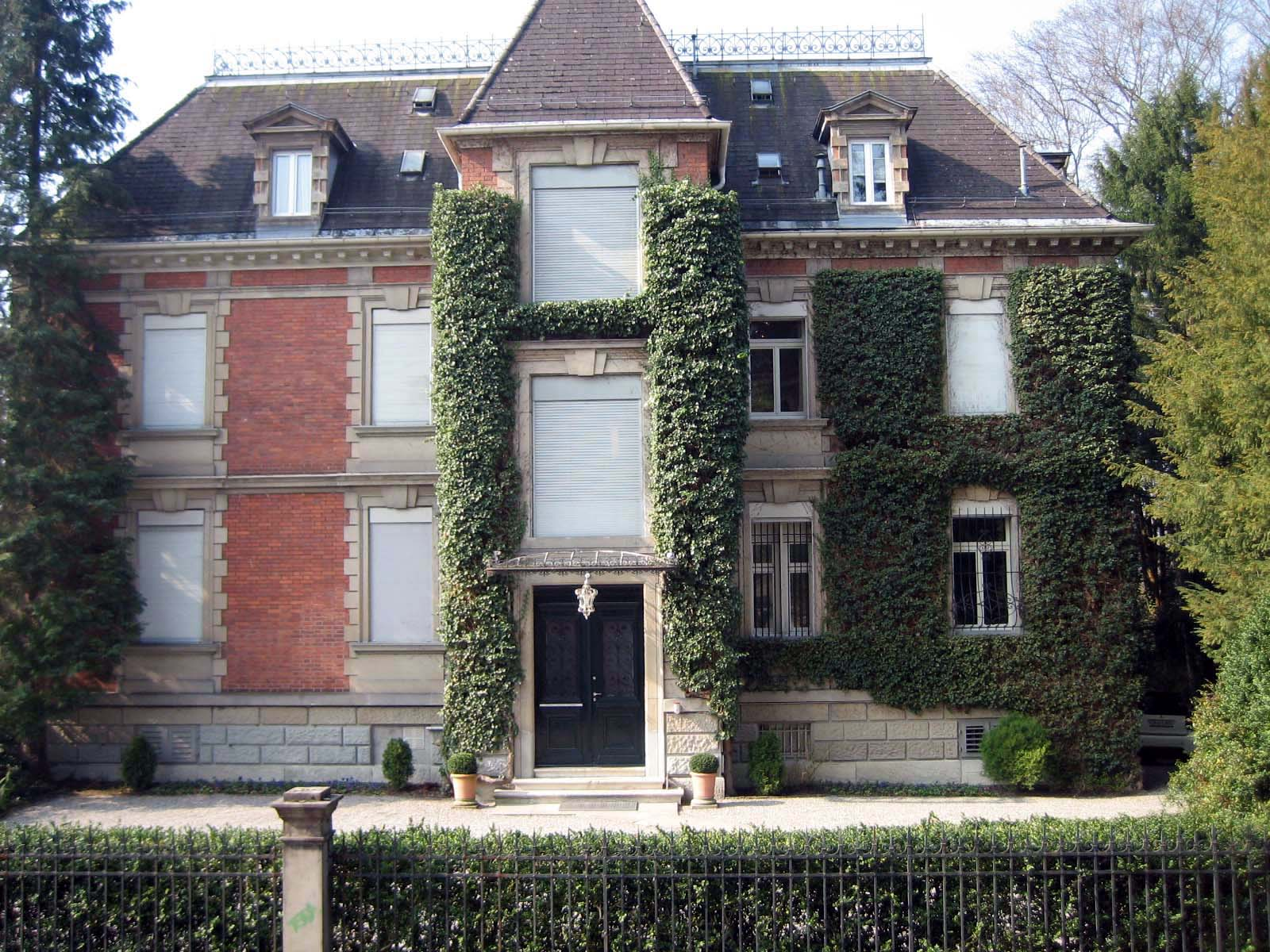
Clădirea Colecţiei Bührle din Zürich

Colecția Bührle este o fondație și o colecție de artă impresionistă și de artă modernă cu sediul în Zollikerstr 172, la Zürich, în Elveția.
Muzeul expune opere ale artiștilor: Pierre Bonnard, Georges Braque, Paul Cézanne, Marc Chagall, Gustave Coubert, Edgar Degas, Eugène Delacroix, Fernand Léger, Edouard Manet, Henri Matisse, Amedeo Modigliani, Claude Monet, Pablo Picasso, Camille Pissarro, Odilon Redon, Pierre-Auguste Renoir, Paul Signac, Alfred Sisley, Henri de Toulouse-Lautrec, Maurice Utrillo, Vincent Van Gogh și alții.

## Sediul
Colecția este găzduită într-o vilă din 1800 cu arhitectură în stil englezesc, situată în partea de sud a cartierului Seefeld.

## Istoria
Această colecție este opera industriașului Emil Georg Bührle (1890-1956).
E.G. Bührle s-a născut la Pforzheim în Germania; a început cu studiul disciplinelor științifice ca mai apoi să se dedice complet artelor. 
În 1924 s-a transferat la Zürich unde și-a asumat direcțiunea Oerlikon, o industrie manufacturieră în condiții financiare precare, a reușit destul de repede să echilibreze balanța și să o ducă la activ; n-a trecut prea mult și a început să câștige astfel că sub călăuzirea sa intreprinderea a devenit o industrie lider în câmpul mașinilor și a ustensilelor, a textilelor și a aeronauticii
A început să colecteze opere de artă doar prin anii 1930 deși cea mai mare parte dintre opere a fost achiziționată în ultimul deceniu al vieții sale, cu precădere de la impresioniștii și post-impresioniștii francezi.
Cea mai mare preocupare a lui Bührle era aceea ca după moartea sa colecția să nu fie împărțită, pentru aceasta în 1960, la numai 4 ani după dispariția sa, a fost creată o fundație care a transformat în muzeu casa din Zollikerstrasse, casă în care industriașul adunase colecția sa care consta în 168 de tablouri și 30 sculpturi.
În 1960 muzeul a fost deschis publicului.
Muzeul – de câtva timp – concesionează deseori opere cu împrumut pentru marele mostre în întreaga lume; din această cauză este posibil ca unele dintre exponate să nu fie disponibile vizitatorilor uneori. 

## Capodoperele

### Paul Cézanne
- Tânărul cu pieptar roșu (1888-1890)